# Frank Amankwah
Frank Amankwah  est un footballeur ghanéen né le 29 décembre 1971 à Obuasi. Il évoluait au poste de défenseur.

## Biographie

### En club
Frank Amankwah joue au Ghana, en Allemagne, aux Pays-Bas et en Grèce.
Il dispute sept matchs en deuxième division allemande, et six matchs en première division grecque.

### En équipe nationale
Il est médaillé de bronze avec le Ghana lors des Jeux olympiques d'été de 1992. Il dispute l'intégralité des matchs lors du tournoi olympique.
International ghanéen, il reçoit 33 sélections pour 2 buts marqués en équipe du Ghana entre 1992 et 1997. Il dispute notamment la Coupe d'Afrique des nations en  1994 et  1996. Le Ghana se classe quatrième de la CAN en 1996.

## Carrière
- 1990-1996 :  Asante Kotoko
- 1996-1997 :  FC Gütersloh 2000
- 1997-1999 :  AZ Alkmaar
- 1999-2000 :  Iraklis Thessalonique
- 2000-2004 :  Asante Kotoko

## Palmarès
Avec Asante Kotoko :
- Champion du Ghana en 1992, 1993 et en 2003.
- Vainqueur de la Coupe du Ghana en 1995.

Avec le Ghana :
- Médaillé de bronze aux Jeux olympiques d'été de 1992.